# Doktryna Monroego

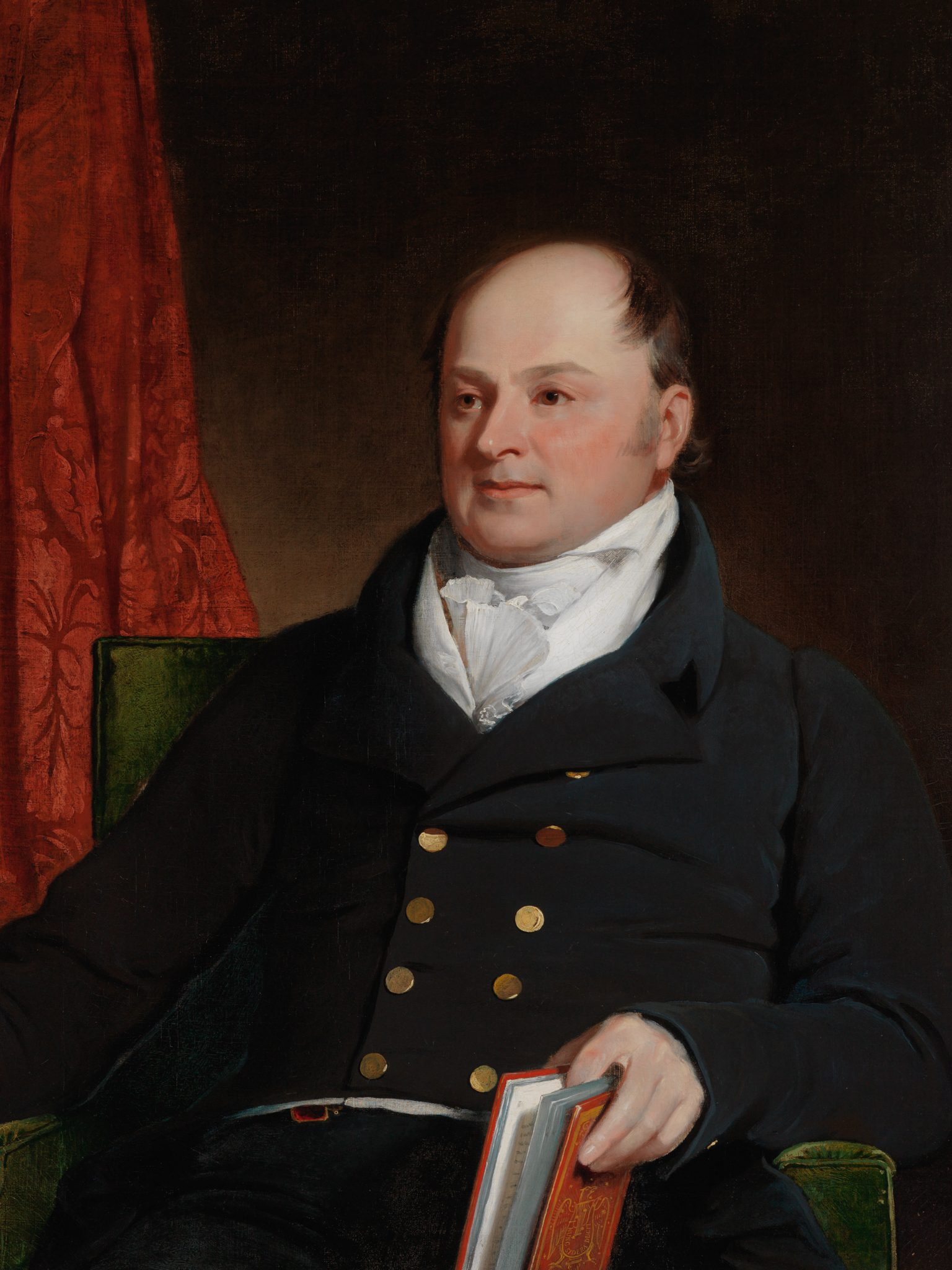
John Quincy Adams, faktyczny autor doktryny Monroego

Doktryna Monroego lub doktryna Monroe (nazwa występuje również w wersjach niepoprawnych: doktryna Monroe’go i doktryna Monroe’a) – doktryna w polityce amerykańskiej, autorstwa sekretarza stanu Johna Quincy’ego Adamsa, którą 2 grudnia 1823 przedstawił w dorocznym orędziu do Kongresu prezydent James Monroe.
Głosiła, iż kontynent amerykański nie może podlegać dalszej kolonizacji ani ekspansji politycznej ze strony Europy, w zamian zaś zapowiadała, że Stany Zjednoczone nie będą ingerowały w sprawy państw europejskich i ich kolonii. Doktryna ta stała się fundamentem amerykańskiej polityki izolacjonizmu (hasło „Ameryka dla Amerykanów”).
Podobne idee głoszono wcześniej, na przykład George Washington w 1796 r., w mowie pożegnalnej z okazji zakończenia drugiej prezydentury.
Prezydent Monroe przedstawił w orędziu do Kongresu zasady amerykańskiej polityki zagranicznej. Brzmiały one następująco:
1. Żaden z amerykańskich kontynentów nie może być obecnie ani w przyszłości obiektem kolonizacji.
2. Stany Zjednoczone sprzeciwiają się jakimkolwiek próbom restauracji europejskich, niedemokratycznych systemów monarchicznych w Ameryce.
3. Stany Zjednoczone nie będą ingerować w problemy kolonii europejskich (w tym Kanady).
4. Stany Zjednoczone odżegnują się od jakichkolwiek ingerencji w wewnętrzne sprawy państw europejskich.

Stany Zjednoczone, powołując się na doktrynę Monroe, dążą do realizacji własnych interesów narodowych. Doktryna ta nie została w pełni wprowadzona ze względu na rozkład sił na świecie. Jednakże prezydent Wilson doprowadził do amerykańskiej dominacji w regionie Karaibów, wypierając z tego obszaru wpływy brytyjskie.
Z czasem doktryna zaczęła być traktowana jako obowiązująca przez prawo międzynarodowe. Traktat Wersalski (1919) w art. 21 głosił: Zobowiązania międzynarodowe takie, jak traktaty w sprawie rozjemstwa i porozumienia, dotyczące pewnego terytorium, jak doktryna Monroe’go, zapewniające utrzymanie pokoju, nie są uważane za niedające się pogodzić z postanowieniami niniejszej Umowy. Traktat o arbitrażu między Polską i USA z 1928 w art. 2 wykluczał stosowanie go względem jakichkolwiek sporów, których istota

a) wchodziłaby w zakres wewnętrznej jurysdykcji jednej ze Stron lub

b) dotyczyłaby interesów państw trzecich lub

c) zależałaby od lub związana była z utrzymaniem tradycyjnego stanowiska Stanów Zjednoczonych w stosunku do spraw amerykańskich, pospolicie określanego jako doktryna Monroego lub

d) zależałaby od lub związana była z zachowaniem przez Polskę zobowiązań wynikających z Paktu Ligi Narodów.